# Gustav Meyrink

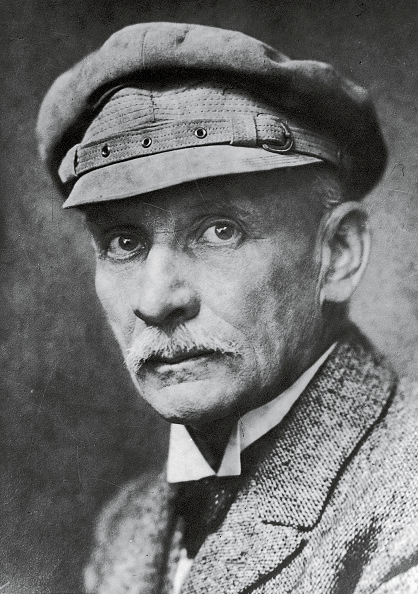
Gustaw Meyrink (1930)

Gustav Meyrink, właśc. Gustav Meyer (ur. 19 stycznia 1868 w Wiedniu, Austro-Węgry, zm. 4 grudnia 1932 w Starnberg, Górna Bawaria, Niemcy) – pisarz austriacki, okultysta i mistyk epoki modernizmu. Jeden z czołowych twórców fantastyki grozy (weird-fiction), buddysta, znawca kabały i miłośnik fenomenów parapsychicznych. Znany zwłaszcza dzięki powieściom Noc Walpurgii i Golem. Przez wielu uznawany za inspirację Franza Kafki, oraz prekursora surrealizmu i powieści egzystencjalnej.

## Życie i twórczość
Nieślubny syn wirtemberskiego dyplomaty Karla von Varnbülera i aktorki Marii Meyer. Outsider i ekscentryczny dandys, badacz fenomenów parapsychicznych, mistyk i okultysta; to jedna z najbarwniejszych postaci niemieckojęzycznego środowiska Pragi przełomu stuleci. Przyjaźnił się z czołówką artystycznej bohemy swoich czasów: Christianem Morgensternem, Rainerem Marią Rilkem, Maxem Brodem, Alfredem Kubinem, Henrykiem Mannem, Frankiem Wedekindem. Inteligencja, cięty dowcip, skłonność do satyry, groteski i bezlitosnej ironii, z jaką wykpiwał militaryzm, szowinizm i tępotę niemieckiego kołtuństwa zamieniły jego życie w kolejnych miastach (Wiedeń, Monachium, Starnberg, Praga) w pasmo konfliktów: nie brakło w nim pojedynków, aresztowań, grzywien, kryzysów psychicznych, obrzucania domu pisarza kamieniami, konfiskat cenzury – aż po spalenie jego dzieł przez hitlerowców na placu berlińskiej Opery w 1933.
Nazywany był często „Szatanem z Pragi”. Początkowo pisał opowiadania w stylu E.T.A. Hoffmanna i Edgara Allana Poego, nacechowane makabreską, satyrą, czarnym humorem i ostrą ironią. Potem kojarzony głównie z ekspresjonizmem i groteską, zwłaszcza przez jego powieść Golem, która zaliczana jest również w poczet pierwszych ważnych powieści egzystencjalistycznych.
Twórczość Gustava Meyrinka związana jest głównie z Pragą, którą pisarz przeobraził w miejsce magiczne. Jego powieści to nie tylko źródło wiedzy na temat starych czeskich legend czy tradycji żydowskich, ale także doskonały przewodnik duchowy dla osób wtajemniczonych w kabałę i okultyzm. Najsłynniejsze dzieło „Szatana z Pragi” Golem od wielu pokoleń uznawane jest za „Biblię kabalistów”.
Gustav Meyrink często uważany jest również za prekursora Kafki oraz całej literatury wizjonerskiej. W swoich wieloznacznych, trudnych do interpretacji powieściach łączył motywy tragikomedii i horroru, przedstawiając je za pomocą mistrzowskiej żonglerki słowem i poetyckości formy.
W swoich wizjach gorączkowo szukał odpowiedzi na najtrudniejsze pytania dotyczące kondycji człowieka w świecie, jego relacji i związków ze światem nadprzyrodzonym, przemian i inicjacji duchowych. W następnych powieściach (Noc Walpurgii, Zielona twarz) dał wyraz swoim antyrewolucyjnym poglądom.
Najwybitniejsza powieść Meyrinka Golem dostępna jest czytelnikowi polskiemu w tłumaczeniu Antoniego Langego, zaliczanym do arcydzieł polskiej literatury przekładowej.

## Książki
- Der heisse Soldat (1901)
- Erzählungen: Der heiße Soldat und andere Geschichten (1903)
- Das Wachsfigurenkabinett (1907)
- Des deutschen Spießers Wunderhorn (1913)
- Der Golem (Golem, 1915) – na motywach tej powieści nakręcono kilka filmów w tym Piotr Szulkin wyreżyserował film Sci-Fi, Golem, którego premiera miała miejsce 18 marca 1980.
- Das grüne Gesicht (Zielona twarz, 1916)
- Walpurgisnacht (Noc Walpurgi, 1917)
- Der weiße Dominikaner (Biały Dominikanin, 1921)
- Der Engel von westlischen Fenster (Anioł z zachodniego portalu, 1927)